# براكستون كيلي
براكستون كيلي (بالإنجليزية: Braxton Kelley)‏ هو لاعب كرة قدم أمريكية أمريكي، ولد في 24 أكتوبر 1986 في لاغرانغ في الولايات المتحدة.

## وصلات خارجية
- براكستون كيلي على موقع مرجع كرة القدم المحترفة.كوم (الإنجليزية)